# Tetraommatus tabidus
Tetraommatus tabidus là một loài bọ cánh cứng trong họ Cerambycidae.